# Boardshorts

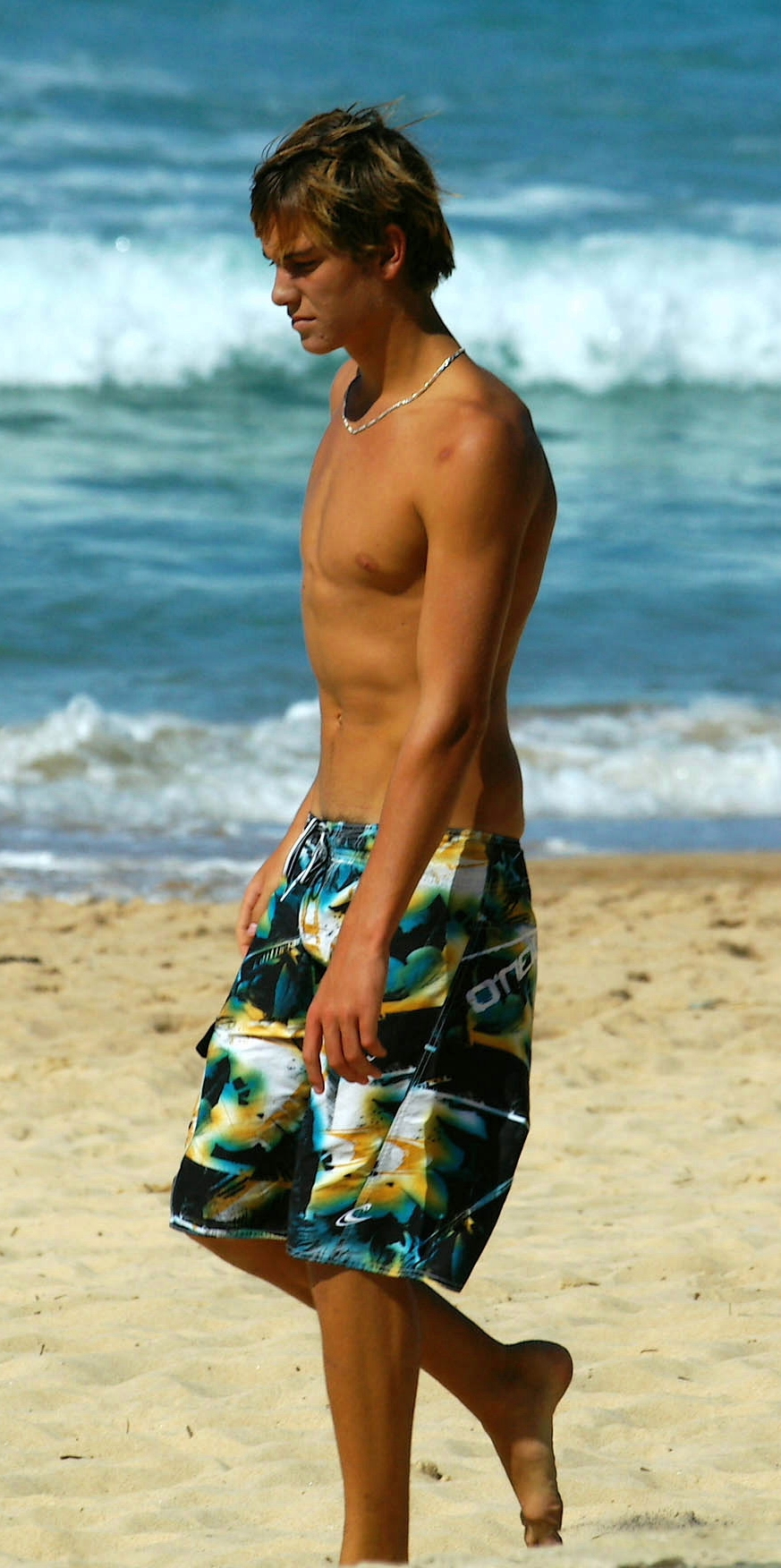
Yngling iförd boardshorts på stranden.

Boardshorts (av engelskan, brädekortbyxor) är en typ av shorts som oftast förknippas med surfning och andra vattensporter, men även rullbrädeåkning och beachvolleybollspel är aktiviteter där boardshorts numer är ett naturligt inslag. Bruket av boardshorts har på senaste tiden spridit sig till allt fler områden. Ordet boardshorts kommer från att dessa plagg ursprungligen användes vid aktiviteter som innefattade bruket av surfbräda eller dylik.
På svenska finns ännu ingen motsvarande term och normen är alltjämt att bruka ordet boardshorts för denna tämligen långa och lätt pösiga modell av shorts.  Oftast räcker de ner strax över knäna, även om det finns undantag. Även designen på boardshorts är traditionellt sett utpräglat färgglad och har ofta tropiskt och/eller lätt psykedeliskt inspirerade mönster. Ofta med rejäla sömmar, slitstarkt material och detaljer av hög kvalitet (som exempelvis snören och kardborreband).
Boardshorts är alltjämt ett bruksplagg med höga krav på kvalitet och slitstarkhet, och även om antalet tillverkare ökar ser de i princip likadana ut. De största producenterna idag kommer från USA och Australien. Quiksilver, Billabong, Rip Curl och Volcom är företag som specialiserat sig inom bland annat boardshortstillverkning. Ett svenskt boardshortsmärke är Yellowjack från Göteborg.
Boardshorts kallas ofta ”boardies”, framför allt i Australien.